# François-Virgile Dubillard
François-Virgile Dubillard (Soye, 16 febbraio 1845 – Chambéry, 1º dicembre 1914) è stato un cardinale e arcivescovo cattolico francese.

## Biografia
François-Virgile Dubillard nacque il 16 febbraio 1845 a Soye, regione della Franca Contea (oggi Borgogna-Franca Contea) ed arcidiocesi di Besançon, all'epoca della Monarchia di luglio (oggi nella parte centro-orientale della Repubblica francese). Ricevette il sacramente della confermazione il 4 luglio 1857.

### Formazione e ministero sacerdotale
Dopo aver terminato gli studi primari, decise di seguire la vocazione al sacerdozio compiendo gli studi in filosofia e teologia prima al Seminario di Vesoul, poi presso quello di Besançon. In seguito si trasferì a Roma, dove ottenne il dottorato in teologia. Tornato in Patria, ricevette l'ordinazione sacerdotale il 5 settembre 1869 a Besançon incardinandosi, ventiquattrenne, come presbitero della medesima arcidiocesi.
Poco dopo l'ordinazione, svolse per tre anni il ministero pastorale nelle parrocchie dell'arcidiocesi. Dal 1872 al 1887 fu professore di teologia dogmatica e storia della dogmatica presso il Seminario maggiore di Besançon, dove egli stesso era stato studente, divenendo poi rettore del medesimo seminario dal 1881 al 1890. Nel 1890 divenne infine vicario generale dell'arcidiocesi di Besançon, ruolo svolto fino alla promozione all'episcopato.

### Ministero episcopale

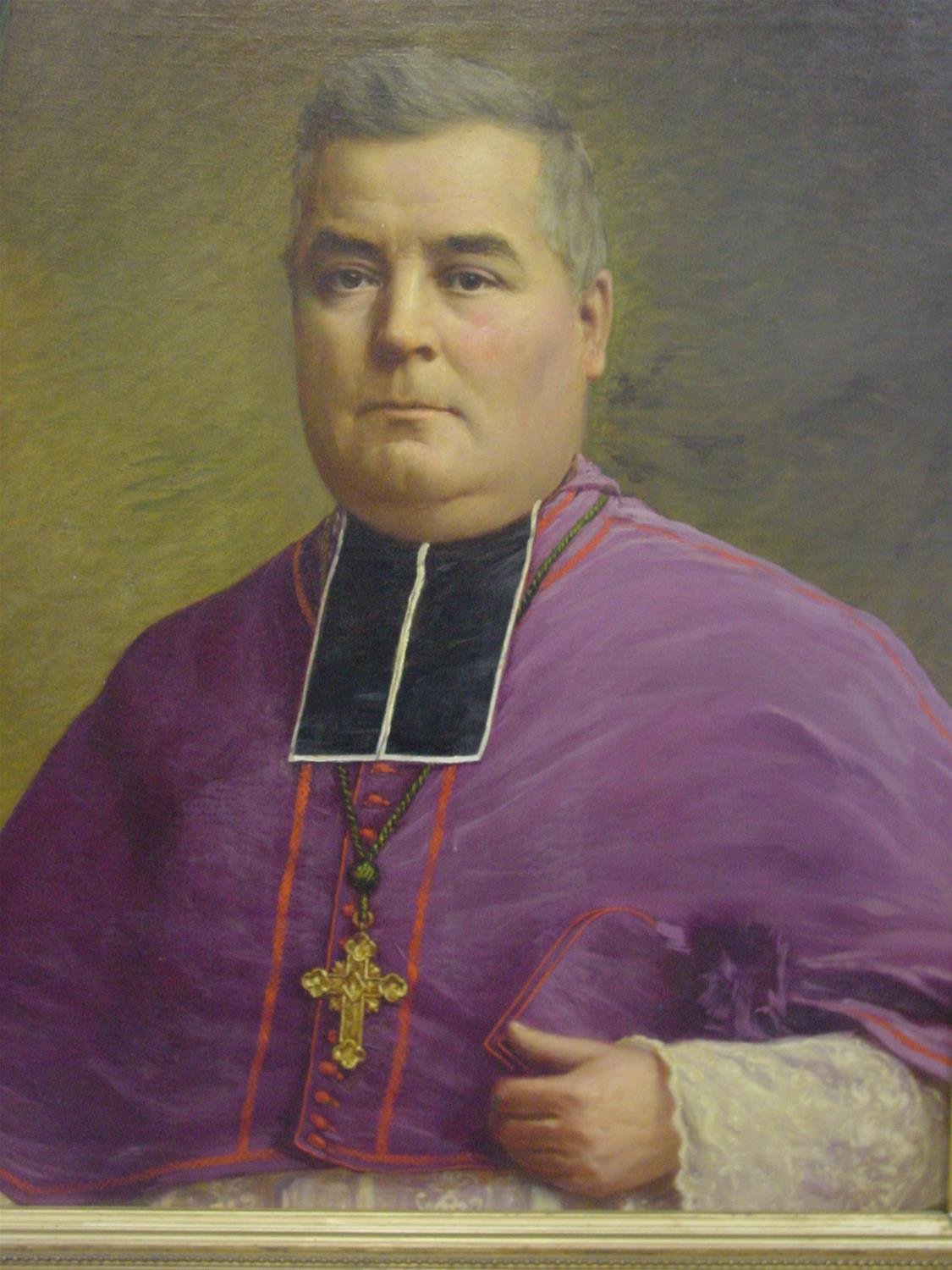
Ritratto di mons. Dubillard durante l'episcopato a Quimper.

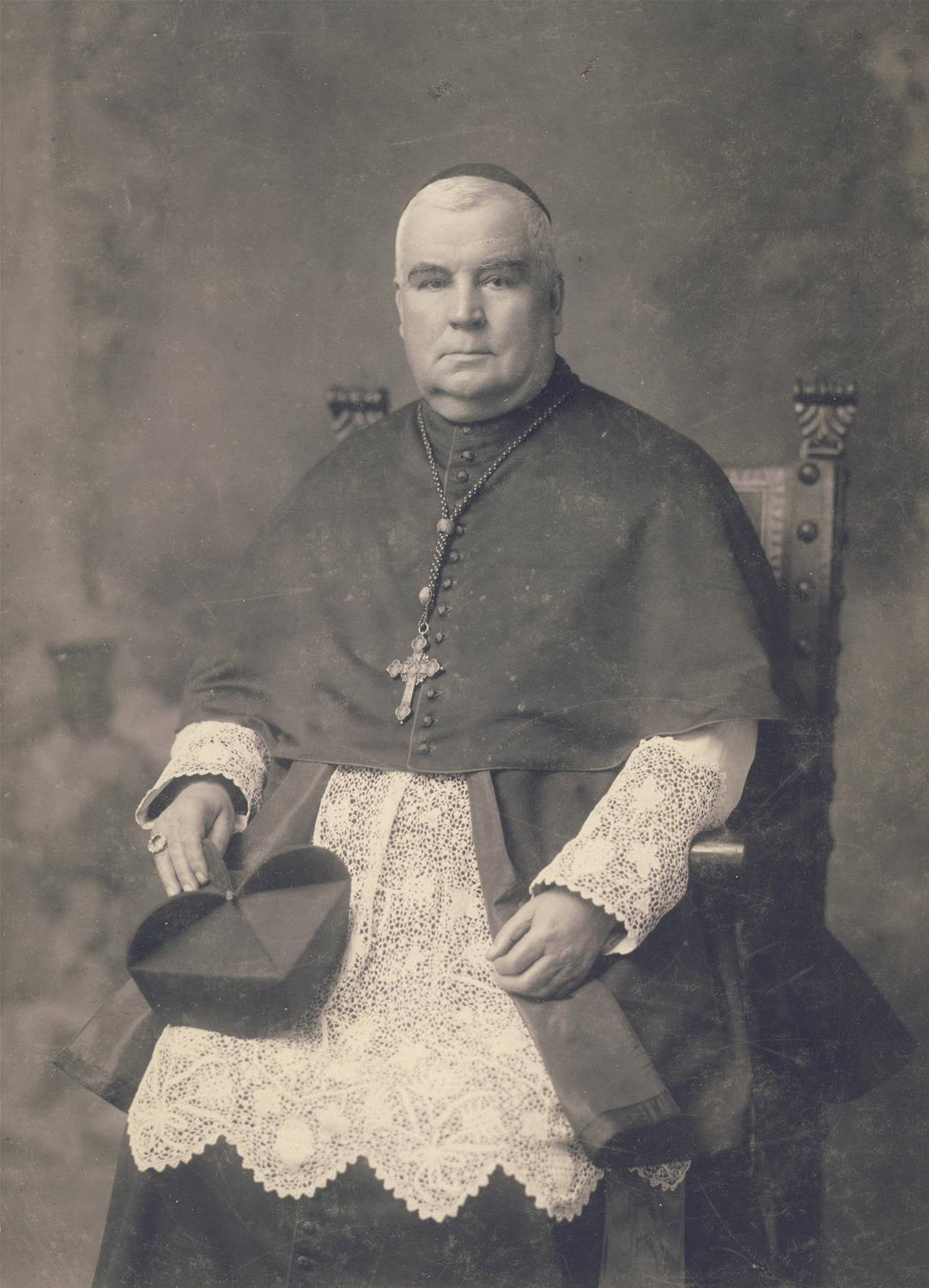
Fotografia di mons. Dubillard durante l'episcopato a Quimper.

Eletto vescovo di Quimper il 7 dicembre 1899, cinquantaquattrenne, ricevette l'approvazione da parte di papa Leone XIII il 14 dicembre seguente; succedette a Henri-Victor Valleau, deceduto il 24 dicembre 1898 all'età di sessantatré anni. Ricevette la consacrazione episcopale il 24 febbraio 1900, presso la cattedrale metropolitana di San Giovanni a Besançon, per imposizione delle mani di Marie-Joseph-Jean-Baptiste-André-Clément-Fulbert Petit, arcivescovo metropolita di Besançon, assistito dai co-consacranti Pierre-Marie-Etienne-Gustave Ardin, arcivescovo metropolita di Sens, e Charles-Bonaventure-François Theuret, vescovo di Monaco. Prese possesso della diocesi durante una cerimonia che si svolse presso la cattedrale di San Corentino a Quimper il 22 marzo seguente. Come suo motto episcopale il neo vescovo Dubillard scelse Deus adjuva me, che tradotto vuol dire "Dio, aiutami".
Durante il suo ministero, la promulgazione della legge del 9 dicembre 1905, che introdusse la netta separazione tra Stato e Chiesa, provocò violente rivolte tra fautori ed oppositori di tale legge, tanto che dovette intervenire il prefetto di Quimper per sedare la sommossa.
Il 16 dicembre 1907 papa Pio X lo promosse, sessantaduenne, arcivescovo metropolita di Chambéry; succedette a Gustave-Adolphe de Pélacot, deceduto il 5 agosto precedente all'età di sessantasette anni. Prese possesso dell'arcidiocesi durante una cerimonia successiva che si svolse presso la cattedrale di San Francesco di Sales a Chambéry ed in seguito ricevette il pallio, simbolo di comunione tra la Santa Sede ed il metropolita. Inoltre, è stato direttore generale della lega Pro Pontifice et Ecclesia.

### Cardinalato
Papa Pio X lo creò cardinale nel concistoro del 27 novembre 1911, all'età di sessantasei anni; il 30 novembre 1911 gli vennero conferiti la berretta, l'anello cardinalizio ed il titolo presbiterale di Santa Susanna, vacante dal 17 agosto precedente, giorno della morte del cardinale irlandese Francis Patrick Moran, arcivescovo metropolita di Sydney.
Dopo la morte di papa Pio X, a causa di una malattia non poté prendere parte al conclave del 1914, che si concluse con l'elezione al soglio pontificio del cardinale Giacomo della Chiesa con il nome di Benedetto XV.
Afflitto da tale malattia, morì il 1º dicembre 1914 a Chambéry, all'età di sessantanove anni. Al termine dei solenni funerali, la salma venne tumulata nella cattedrale di Chambéry.

## Genealogia episcopale e successione apostolica
La genealogia episcopale è:
- Cardinale Guillaume d'Estouteville, O.S.B.Clun.
- Papa Sisto IV
- Papa Giulio II
- Cardinale Raffaele Sansone Riario
- Papa Leone X
- Papa Paolo III
- Cardinale Francesco Pisani
- Cardinale Alfonso Gesualdo di Conza
- Papa Clemente VIII
- Cardinale Pietro Aldobrandini
- Cardinale Laudivio Zacchia
- Cardinale Antonio Barberini, O.F.M.Cap.
- Cardinale Nicolò Guidi di Bagno
- Arcivescovo François de Harlay de Champvallon
- Cardinale Louis-Antoine de Noailles
- Vescovo Jean-François Salgues de Valderies de Lescure
- Arcivescovo Louis-Jacques Chapt de Rastignac
- Arcivescovo Christophe de Beaumont du Repaire
- Arcivescovo Jean-Armand de Bessuéjouls Roquelaure
- Cardinale Hugues-Robert-Jean-Charles de La Tour d'Auvergne-Lauraquais
- Arcivescovo Denis-Auguste Affre
- Cardinale René-François Régnier
- Cardinale Florian-Jules-Félix Desprez
- Vescovo Théodore Legain
- Arcivescovo Pierre-Marie-Etienne-Gustave Ardin
- Arcivescovo Marie-Joseph-Jean-Baptiste-André-Clément-Fulbert Petit
- Cardinale François-Virgile Dubillard

La successione apostolica è:
- Vescovo Jean-Baptiste Biolley (1908)